# Ismaël Lotz
Daniël Naoki Raoël Ché Ismaël Lotz (Assen, 23 oktober 1975 - Groningen, 12 januari 2022) was een Nederlandse filmmaker.

## Biografie
Ismaël Lotz werkte mee aan verschillende prijswinnende films, zoals bijvoorbeeld Emily or Oscar (2021), I am Famous (korte documentaire, 2017), Who Is Alice (2017) en Fokking Short (korte film, 2015). Met zijn solo project Are You Now (2014-2021), portretteerde hij meer dan 270 mensen door hen te vragen drie minuten stil te staan voor zijn camera. Het project werd in 2021 geëxposeerd in Wall House II, onderdeel van het Groninger Museum.
Sinds in 2018 longkanker werd geconstateerd bij Lotz, deed hij in de serie Lotz Leeft op RTV Noord verslag van zijn leven met kanker. Sinds 2018 maakte hij samen met de in Groningen bekende Piet van Dijken de online serie Lotz en Van Dijken. Ook maakte hij een podcast genaamd Over Leven, waarin hij met verschillende gasten sprak over 'meer dan alleen leven met longkanker'.
Lotz overleed op 12 januari 2022 in zijn woonplaats Groningen, waarna zowel regionale als landelijke media artikelen publiceerden om zijn leven en werk te memoreren.